# レイズ・カヨル
レイズ　カヨル（Kyle Roscoe Reyes　1993年10月10日 - ）は、カナダのトロント出身で、日本在住の柔道家である。階級は100kg級。身長184cm。組み手は左組み。得意技は内股。父親はフィリピン人で母親はカナダ人。2023年現在、JRAに所属。

## 経歴
カナダで生まれるが、2歳の時に来日した。高崎市立金古南小学校を卒業後、柔道は群馬中央中学1年の時に友達の影響で始めた。結果が出ず柔道を辞めることを考えた時期もあったが、前橋育英高校に進むと順調に力をつけて、3年の時にはインターハイ100kg級で2位になった。2012年には日本大学に進学すると、カナダ選手権で優勝を飾った。2年の時には全日本学生柔道優勝大会で1年先輩の原沢久喜などとともに活躍して2位となった。学生体重別では優勝を成し遂げた。続く世界ジュニアでも優勝を果たした。12月のグランドスラム・東京では決勝で世界チャンピオンのチェコのルカシュ・クルパレクに敗れて2位だった。2014年の世界選手権では2回戦で敗れた。2015年の世界選手権でも2回戦で敗れた。2016年にはJRAの所属となった。ウェブサイト『スポーツ日大』によるとその後も日本大学の道場に通い続けた。実業団体ではチームの優勝に貢献した。リオデジャネイロオリンピックでは初戦でオランダのヘンク・フロルに一本負けを喫した。2017年と2019年の実業団体では優勝に貢献した。2021年のパンナム選手権では優勝したが、東京オリンピックにはシャディ・エルナハスがいたために出場できなかった。2022年の世界選手権では決勝まで進むも、地元ウズベキスタンのムザファルベク・トゥロボエフに技ありで敗れて2位だった。2023年の世界選手権では準々決勝で同僚のエルナハスに敗れるなどして7位だった。2024年のパンアメリカン・オセアニア選手権では決勝でエルナハスに敗れて2位、続く世界選手権でも準決勝でエルナハスに反則負けするなどして5位にとどまり、パリオリンピックには出場できなかった。
IJF世界ランキングは1268ポイント獲得で、37位(25/3/17現在)。

## 戦績
- 2011年 -　インターハイ　2位
- 2012年 -　グランドスラム・東京　5位
- 2013年 -　全日本学生柔道優勝大会　2位
- 2013年 -　学生体重別　優勝
- 2013年 -　世界ジュニア　優勝
- 2013年 -　グランドスラム・東京 2位
- 2013年 -　グランプリ・チェジュ 5位
- 2014年 -　全日本学生柔道優勝大会　2位
- 2014年 - グランドスラム・チュメニ　2位
- 2014年 -　体重別団体　2位
- 2014年 -　グランドスラム・東京 5位
- 2015年 -　パンナム選手権　3位
- 2016年 -　グランドスラム・パリ　2位
- 2016年 -　パンナム選手権　2位
- 2016年 - 実業団体 優勝
- 2017年 -　実業団体 優勝
- 2018年 - グランプリ・ザグレブ　2位
- 2019年 -　実業団体 優勝
- 2019年 - グランプリ・モントリオール　3位
- 2020年 - パンナム選手権　3位
- 2021年 - パンナム選手権　優勝
- 2022年 -　英連邦競技大会　2位
- 2022年 -　世界選手権　2位
- 2022年 -　グランドスラム・アブダビ　優勝
- 2023年 -　グランドスラム・テルアビブ　3位
- 2023年 -　グランドスラム・アンタルヤ　3位
- 2023年 -　世界選手権　7位
- 2023年 -　ワールドマスターズ　3位
- 2023年 - パンアメリカン・オセアニア選手権　5位
- 2024年 -　パンアメリカン・オセアニア選手権 2位
- 2024年 - 世界選手権　5位
- 2024年 - グランドスラム・東京　3位
- 2025年 -　グランドスラム・トビリシ　3位

(出典、JudoInside.com)